# Municipio de Cochoapa el Grande
El municipio de Cochoapa el Grande (del náhuatl: cochotl, apan ‘perico, papagayo amarillo; río’‘río de los pericos o papagayos’) es uno de los 85 municipios que conforman el estado de Guerrero, en el sur de México. Forma parte de la región de La Montaña y su cabecera es la población de Cochoapa el Grande.
Cochoapa el Grande se creó a partir del Decreto N.º 588 publicado en el Periódico Oficial del Gobierno del estado el viernes, 13 de junio de 2003 al segregarse del municipio de Metlatónoc, siendo un municipio de reciente creación en el estado de Guerrero.
Fue considerado en 2006 por el Consejo Nacional de Población y en 2008 por la Organización de las Naciones Unidas como el municipio más pobre y marginado de la República Mexicana, además de tener el IDH más bajo del estado de Guerrero.

## Geografía

### Localización
Se localiza al estesureste del estado de Guerrero, en la región geo-económica y cultural de La Montaña. Sus colindancias territoriales son al norte con el municipio de Metlatónoc, al sur y oeste con Tlacoachistlahuaca y Metlatónoc y al este también con Metlatónoc.

## Demografía

### Población
Conforme al Censo de Población y Vivienda 2010 realizado por el Instituto Nacional de Estadística y Geografía (INEGI) con fecha censal del 12 de junio de 2010, el municipio de Cochoapa El Grande contaba hasta ese año con un total de 18 778 habitantes, de dicha cifra, 8945 eran hombres y 9833 eran mujeres.
Del total de la población del municipio, 15 449 personas hablan al menos una lengua indígena, lo que representa un 82.27 % del total municipal. No todos los hablantes de lenguas indígenas pueden comunicarse también en español. Algunas de las lenguas indígenas que se hablan en el municipio son amuzgo, mixteco, zapoteco, mixe, tlapaneco y otras.

### Localidades
En el censo de 2020 el municipio de Cochoapa el Grande contaba con 146 localidades.
| Código INEGI      | Localidad          | Población (2020) |
| ----------------- | ------------------ | ---------------- |
| 120780001         | Cochoapa el Grande | 3 697            |
| 120780168         | El Coyul           | 1 053            |
| Otras localidades | Otras localidades  | 16 491           |
| Total municipal   | Total municipal    | 21 241           |

### Pobreza
En 2006, de acuerdo a un documento del Consejo Nacional de Población, Cochoapa el Grande fue considerado como el municipio más pobre de México, ocupando el primer lugar en rezago social y en marginación en el país.
Según datos del Instituto Nacional de Estadística y Geografía, el 86,60 % de la población percibe un máximo de dos salarios mínimos; el 75,81 % de los habitantes mayores de 15 años son analfabetos, y el 98,63 % no cuenta con servicios de salud. Respecto a los hogares: el 93,72 % no tiene baño ni drenaje; el 60,78 % no tiene electricidad; el 57,67 % carece de agua corriente, y en el 95,46 % de las casas el piso es de tierra.
El 29 de julio de 2008, en un comunicado de prensa del Centro de Información de las Naciones Unidas donde presenta el documento del Índice de Desarrollo Humano Municipal en México 2000-2005, nuevamente se consideró a Cochoapa el Grande como el municipio más marginado de México y lo comparó en niveles de desarrollo inferiores a algunos países como Zambia en el África Subsahariana. De acuerdo al Informe de Desarrollo Humano Municipal 2010-2015, los municipios con menor Índice de Desarrollo Humano se encuentran en Oaxaca, Chiapas, Chihuahua, Veracruz y Jalisco. El IDH estudiado por el (PNUD) Programa de las Naciones Unidas para el Desarrollo de la ONU, “estima valores que van de 0 a 1, donde un valor más cercano a uno indica mayor desarrollo humano". Siendo el municipio de Cochoapa el Grande el último, en la posición 2445, con un IDH de 0.420, su desarrollo humanos es el más bajo de país y es equiparable al desarrollo humano de Sudán del Sur, cuyo IDH es de 0.433.